# 蔡亞佳度
蔡亞佳度（琉球語：／ ；1443年2月6日—？）是琉球國第一尚氏王朝人物，閩人三十六姓蔡姓後裔，是通事蔡讓（一說蔡禧）之女。因為她年輕守寡，拒絕再嫁，被視為有貞烈之德；她又為蔡氏創建祠堂，供奉蔡家神主，受到族人之敬重。多部琉球蔡氏族譜及中國史書《琉球國志略》均有記載、表彰其事蹟。

## 生平

### 出身及婚姻
據《蔡氏家譜（儀間家）》載，蔡氏為琉球國閩人三十六姓的第三代，父親為通事蔡讓，母親姓氏不詳、童名武美度，有四名兄弟蔡瑆、蔡璋、蔡璇、蔡珦。而《琉球國志略》則記載其父名蔡禧。各部《蔡氏家譜》均記載蔡氏於明朝正統八年出生，童名亞佳度，除上原家無記載婚齡之外，其餘數部均說她及笄而嫁。亞佳度對翁姑十分孝順，也很順從丈夫。幾部蔡氏家譜皆指她十七歲時喪夫；《琉球國志略》則說她是十八歲成為寡婦。琉球幾部《蔡氏家譜》都沒記載亞佳度夫家之姓氏，《琉球國志略》就記載她丈夫姓陳。

### 寡居後之事
亞佳度在夫死後一直沒打算再嫁，而夫家已經衰微，又後繼無人，於是回娘家居住。父母見她年輕又沒子女，就想安排她改嫁，但她堅決不從，每日紡織，歷年蓄積了不少製成品。幾部《蔡氏家譜》和《琉球國志略》都有記載她出資為蔡家創建祠堂之事，然而兩者所記之事有出入。儀間家、具志家、上原家、具志頭家的《蔡氏家譜》均記載亞佳度在成化八年占卜得出唐榮（即久米村）之東北為吉地，就出售自己紡織品，把賺到的錢捐出，為蔡家創建祠堂，供奉蔡家歷代神主。又由於蔡氏族人相信宋朝時蔡氏先祖、忠惠公蔡襄建萬安橋，是因為觀音顯靈才建成；萬安橋建成以後，人們往来免於風濤險阻之苦，也是蔡襄的功德和觀音顯靈所致。亞佳度受到此事影響，就在祠堂供奉觀音之像，並題「清泰」二字，是取造橋以来永瞻海清國泰之意。至弘治六年去世，享年五十一歲。《琉球國志略》卻說亞佳度在六十八歲逝世，臨終前為了感謝族人在她孀居父家時善養，就捐出賣紡織品所賺的錢，囑咐族人建祠，讓子孫可以在祠堂裡讀書，後來族人購買清泰寺廢地建祠。前者指蔡氏祠堂有「清泰寺」一名，是由於族人常到外地出仕當官，於是託友僧參雪打理祠堂而得名；後者則指「清泰寺」是祠堂所在地從前的寺院。
由於她拒改嫁，符合當時社會稱頌之「貞烈」美德，又出資興建祠堂供奉蔡氏祖先，深得後人尊敬。為了表揚她貞烈之德和對家族的貢獻，蔡氏族人就把她的事蹟記載於族譜裡，清朝方面也把她的事蹟記載於史書。

## 外部連結
- 明清时期琉球的闽人姓氏源流